# 4 YOU NET
4 YOU NET（フォー ユー ネット）は、四国地方の第二地方銀行4行である愛媛銀行・香川銀行・徳島大正銀行・高知銀行との間のATM･CD利用手数料無料提携サービスのことである。

## 概要[1][2]

### 対象金融機関
- 愛媛銀行
- 香川銀行
- 徳島大正銀行
- 高知銀行

### 利用時間と手数料
- 平日 8:45 - 18:00の入出金：無料
- 平日 8:00 - 8:45・18:00 - 21:00の入出金、土曜・日曜・祝日 9:00 - 17:00の入出金：110円
  - なお、キャッシュカードによる振込については別途各行所定の振込手数料が必要。

### 対象ATM
- 上記対象金融機関が単独で設置しているATM
- 共同ATMの内、上記対象金融機関の何れかが幹事となるATM

### 対象外ATM
- 共同ATMの内、上記対象金融機関以外が幹事となるATM。
- コンビニATM「ローソンATM」（4 YOU NET内では愛媛銀行のみが参加）など。

## 備考

### 店舗内ATM非設置の店舗
- 「4 YOU NET」内の各行の支店の内、店舗内ATMが設置されていない「4 YOU NET」内の各行の支店に付いては本サービスが利用出来ない（なお、ATM非設置の各行の支店発行のキャッシュカードについては店舗内ATMが設置されている「4 YOU NET」内の各行の他の支店のATMを利用すれば、本サービスが受けられる。ただし兵庫県神戸市では他3行が支店を持たない為、本サービスは受けられない）。
  - 愛媛銀行：大阪支店
  - 香川銀行：大阪支店（※）・東京支店
  - 徳島大正銀行：神戸支店・東京支店・東大阪支店
  - 高知銀行：大阪支店・東京支店・岡山支店

※：大阪府内にも店舗を構えている香川銀行に関しては大阪支店（本町）にはATMが設置されていないが、同じ大阪府内では大阪市港区の弁天町支店にはATMが設置されている（土曜・日曜・祝日も稼働）為、「4 YOU NET」のサービスが受けられる。愛媛銀行も大阪支店移転でATMが廃止されたが、新大阪支店にはATMが設置されているので利用可能である。

### その他
- 通帳利用取引・当座預金口座のキャッシュカード及び法人キャッシュカードによる利用はそれぞれの自行ATMのみとなる。
- 徳島大正銀行の「れいんぼ～ポイントサービス」によるATM手数料優遇はそれぞれの提携行ATMでは適用されない。
- 1月1日 - 3日・5月3日 - 5日は各行（一部金融機関を除く）共にATMを稼動させているが、この期間は提携ネットワーク（MICS）が休止している為にそれぞれの自行ATMでしか利用できない（ただし、5月3日 - 5日の内の日曜はMICSは通常稼動する為に利用出来る。）。